# Natalija Verboten
Natalija Verboten (Slovenj Gradec, 12 dicembre 1976) è una cantante e conduttrice televisiva slovena.

## Biografia
Natalija Verboten ha avviato la sua carriera musicale cantando in gruppi di musica popolare carinziana, prima con il quintetto Rokondo e poi con i Dan in noč, di cui faceva parte anche suo padre Milan Verboten. Dal 1995 al 1998 è stata la cantante del gruppo Rosa.
Nel frattempo ha anche lavorato come solista, pubblicando l'album di debutto Ko zaprem oči nel 1996 e partecipando ad EMA, la selezione del rappresentante sloveno per l'Eurovision Song Contest, nel 1997, cantando Nekdo e classificandosi 12ª. Nel 1998, dopo aver lasciato i Rosa, ha vinto il primo premio del pubblico al festival Narečnih popevk con la canzone Ne budi me.
Nel 2003 la cantante ha partecipato al festival della musica popolare slovena Popevka con Na pol poti, risultandone vincitrice. L'anno successivo ha ritentato la selezione eurovisiva, vincendo il televoto ma non ottenendo alcun punto dalla giuria, e classificandosi 4ª su 16 partecipanti in totale. Parteciperà ad EMA per una terza e ultima volta nel 2006, quando la sua SOS ha conquistato il 6º posto.
Dal 1998 ha iniziato a lavorare per l'emittente radiotelevisiva RTV Slovenija, presentando i programmi d'intrattenimento Po domače, Vsakdanjik in praznik e Pri Jožovcu z Natalijo.

## Discografia

### Album
- 1996 - Ko zaprem oči
- 1998 - Naj angeli te čuvajo
- 2000 - Sonce iz srca
- 2001 - Od jutra do noči
- 2003 - Na pol poti
- 2008 - Ko te zagrabi...

### Raccolte
- 2005 - Rdeč ferari in druge uspešnice

### Singoli
- 1997 - Nekdo
- 1998 - Ne budi me
- 1998 - Ženska sem, veš!
- 2000 - Rdeč ferari
- 2001 - Lizika
- 2001 - Vroče ustnice
- 2001 - Kot sveča v vetru
- 2001 - Angel moj
- 2003 - Na pol poti
- 2003 - Zate na Triglav
- 2004 - Cry on My Shoulder
- 2004 - Še malo bližje
- 2005 - Dva policaja
- 2005 - Hočeš nočeš
- 2006 - SOS
- 2007 - Obriši sline
- 2007 - Pozabi me
- 2008 - Ko te zagrabi
- 2009 - Strup
- 2009 - Ma kje si ti
- 2009 - Spomni se
- 2010 - Ti edini
- 2011 - Zapoj, Slovenija
- 2011 - Našla sva pot
- 2012 - Knockout
- 2012 - Tvoja mama
- 2013 - Življenje gre naprej
- 2013 - Bum tras bum
- 2014 - Če bi te srečala prej
- 2018 - Del mojega srca
- 2018 - Lepa na pogled
- 2019 - V srce
- 2019 - Čaša vina (feat. Best)